# Руфий Петроний Никомах Цетег
Флавий Руфий Петроний Никомах Цетег (на латински: Flavius Rufius Petronius Nicomachus Cethegus; 504 – 558) е римски политик.

## Биография
Син е на Петроний Пробин (консул 489 г.).
През 504 г. той става консул. От 512 до 558 той носи титлата патриций и по-късно magister officiorum и председател на сената (caput senatus).
По време на обсадата на Рим от Тотила през 545 е обвинен в предателство и се оттегля в Константинопол. През 552/553 преговаря за Юстиниан I с папа Вигилий. По времето на папа Пелагий I (556 – 561) се връща обратно в Италия и живее в Сицилия.